# Birger Schlaug

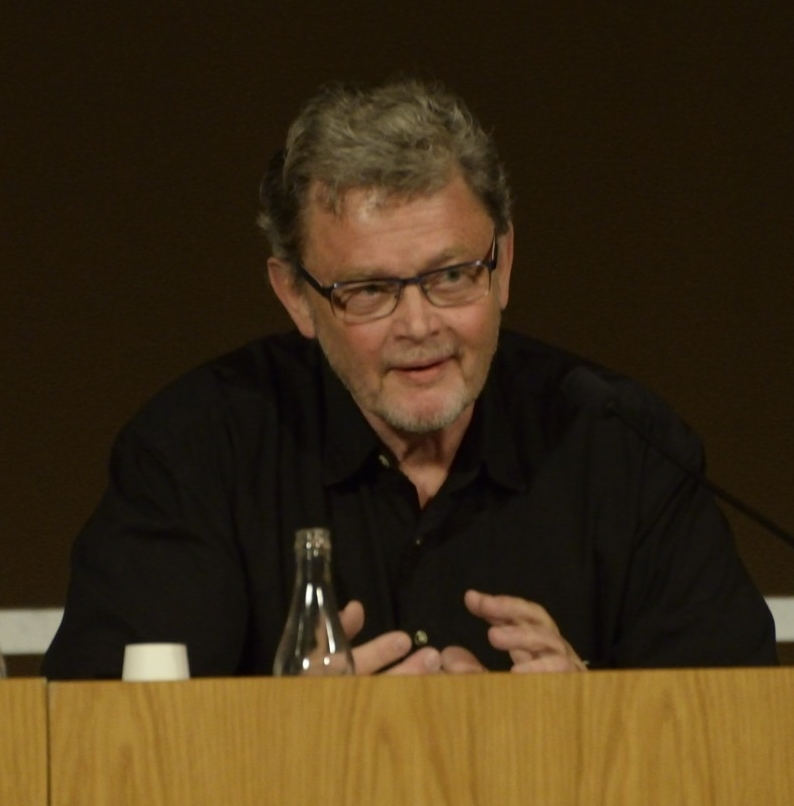
Birger Schlaug

Birger Schlaug (* 29. Januar 1949 in Stockholm) ist ein schwedischer Politiker der Partei Miljöpartiet de Gröna und Autor.

## Leben
Schlaug studierte Meteorologie und war nach seiner Ausbildung als Meteorologe tätig. Neben seiner beruflichen Arbeit begann Schlaug sich politisch zu engagieren und wurde Mitglied der Grünen. Von 1985 bis 1988 und von 1992 bis 2000 war Schlaug deren Parteisprecher. Von 1988 bis 1991 sowie von 1994 bis 2001 saß Schlaug als Abgeordneter im Riksdag. Neben seiner politischen Laufbahn schrieb Schlaug mehrere Bücher zu politischen Themen.

## Werke (Auswahl)
- Gud älskar att färdas i en rosa Cadillac, en roman om Elvis, rock'n'roll och livet som var. Fischer & Co, Rimbo 2006, ISBN 91-85183-27-X.
- Svarta oliver och gröna drömmar. Norstedts Verlag, Stockholm 1997, ISBN 91-1-971892-6.
- mit Marianne Samuelsson: Kretsloppsekonomi – ekonomi för en hållbar utveckling. Stockholm 1993, Rapport/Miljöpartiet De gröna, 1993:4, ISSN 1103-5145.
- mit Karin Jönsson: Regeringen och miljön. Stockholm 1994, Rapport/Miljöpartiet De gröna, 1994:2, ISSN 1103-5145.
- mit Marianne Samuelsson: Norden – det naturliga steget inför 2000-talet. Stockholm 1993, Rapport/Miljöpartiet De gröna, 1993:3, ISSN 1103-5145.
- mit Marianne Samuelsson: Unionen och miljön. Stockholm 1993, Rapport/Miljöpartiet De gröna, 1993:1, ISSN 1103-5145.
- mit Marianne Samuelsson: 24 konkreta miljökrav redovisade inför EES-utskottet den 21 augusti 1992. Stockholm 1992, Rapport/Miljöpartiet De gröna, 1992:6, ISSN 1103-5145.
- mit Marianne Samuelsson: Sverige som modelland – 10 principer för en hållbar utveckling. Stockholm 1992, Rapport/Miljöpartiet De gröna, 1992:2, ISSN 1103-5145.
- mit Marianne Samuelsson: Elva steg för en robust ekonomi. Stockholm 1992, Rapport/Miljöpartiet De gröna, 1992:4, ISSN 1103-5145.
- Miljön, makten och friheten. Studieplan. Gröna böcker, Lund 1990.
- Miljön, makten och friheten. Gidlunds Verlag, Stockholm 1990, ISBN 91-7843-030-5.